# Яків (Тимчук)
Я́ків Тимчу́к (хресне ім'я Яросла́в; 24 серпня 1919, Дуплиська — 20 грудня 1988, Чортків) — український церковний діяч, василіянин, підпільний єпископ Станиславівської єпархії УГКЦ.

## Життєпис
Народився в селі Дуплиськах у сім'ї Григорія і Марії (з роду Борсук) Тимчуків. Окрім нього в родині ще були сини Євген (о. Єронім, ЧСВВ) і Нестор та дочки Наталя, Ольга, Надія і Савина (сестра Софронія в Чині сестер Святого Василія Великого).
Навчався в Місійному інституті ім. святого Йосафата при Бучацькому монастирі отців Василіян. 16 серпня 1934 року вступив до Василіянського Чину на новіціят у Крехові. Після складення перших обітів (31 березня 1936 року) навчався в студійних монастирях Чину: в Добромилі (в 1936—1939 роках вивчав гуманістику і риторику), Кристинополі (в 1939—1941 роках — філософію, а в 1941—1944 роках — богослов'я). 13 вересня 1942 року в Крехові склав вічні обіти, а 27 грудня в Перемишлі отримав дияконські свячення з рук єпископа-помічника Перемишльського Григорія Лакоти. Священничі свячення отримав у Перемишлі 3 січня 1943 року.
Після свячень о. Яків короткий час перебував у Гошівському монастирі, а потім став парохом церкви Покрови у м. Чортків.
Після ліквідації УГКЦ, перейшов на нелегальне становище — у підпілля. Працював у музеї м. Коломия, в аптеці м. Копичинці, на цукрозаводі «Хрещатик» у с. Кострижівка сусідньої Чернівецької області.

### Єпископпідпільної УГКЦ
26 листопада 1977 року таємно висвячений на єпископа владикою Софроном Дмитерком і призначений помічником Станиславівської єпархії.
Незважаючи на переслідування і постійну небезпеку арешту, був надзвичайно мобільним і всюди встигав. Завдяки його активності і неабияким організаторським здібностям по всій Галичині були організовані осередки ІІІ-го Чину Святого Василія Великого та гуртки Апостольства молитви. Спричинився до організації нових і пожвавлення діяльності вже існуючих спільнот Апостольства молитви в Галичині (на Тернопільщині, Івано-Франківщині і Львівщині). Владика Яків часто навідувався до Чернівців, де відправляв Службу Божу, сповідав людей, хрестив дітей. Проводив регулярні богослужіння на Самбірщині, Дрогобиччині, Стрийщині. Служив підпільно на Чортківщині, в Тернополі, Коломиї.
Помер 20 грудня 1988 у Чорткові. Похорон відбувся 23 грудня у Заліщиках. Похоронну службу відправили єпископи Софрон Дмитерко і Павло Василик у співслужінні 27 священників.